# Председателство на ЦК на Съюза на комунистите на Македония
Председателство (Политбюро) на Централния комитет на Съюза на комунистите на Македония е най-висшият политически орган в Социалистическа република Македония.

## Състав

### След VI конгрес на СКМ (1974)
- Ангел Чемерски – председател[1]
- Боро Денков – секретар
- Стоян Димовски – член на Изпълнителния комитет
- Иван Гиновски – член на Изпълнителния комитет
- Фахри Кая – член на Изпълнителния комитет
- Петър Караянов – член на Изпълнителния комитет
- Душко Поповски – член на Изпълнителния комитет
- Сервет Салиу – член на Изпълнителния комитет
- Благое Силяновски – член на Изпълнителния комитет
- Душан Велкович – член на Изпълнителния комитет
- Ванчо Апостолски – член на Президиума
- Филип Брайковски – член на Президиума
- Боро Чаушев – член на Президиума
- Ангел Чемерски – член на Президиума
- Боро Денков – член на Президиума
- Стоян Димовски – член на Президиума
- Иван Гиновски – член на Президиума
- Фахри Кая – член на Президиума
- Петър Караянов – член на Президиума
- Веселинка Малинска – член на Президиума
- Благой Попов – член на Президиума
- Душко Поповски – член на Президиума
- Сервет Салиу – член на Президиума
- Благое Силяновски – член на Президиума
- Видое Смилевски – член на Президиума
- Бошко Станковски – член на Президиума
- Стоян Стойчевски – член на Президиума
- Благоя Талески – член на Президиума
- Джемаил Вейсели – член на Президиума
- Душан Велкович – член на Президиума

### След VII конгрес на СКМ (1978)
- Ангел Чемерски – председател[2]
- Боро Денков – секретар
- Ванчо Апостолски – член на Президиума
- Кочо Битоляну – член на Президиума
- Томе Буклески – член на Президиума
- Боро Чаушев – член на Президиума
- Стоян Димовски – член на Президиума
- Фахри Кая – член на Президиума
- Кръсте Марковски (от октомври 1978) – член на Президиума
- Благой Попов (от октомври 1978) – член на Президиума
- Душко Поповски – член на Президиума
- Сервет Салиу – член на Президиума
- Видое Смилевски – член на Президиума
- Бошко Станковски – член на Президиума
- Стоян Стойчевски – член на Президиума
- Благоя Талески – член на Президиума
- Джемаил Вейсели – член на Президиума (от октомври 1978)
- Душан Велкович – член на Президиума
- Милорад Антевски – изпълнителен секретар
- Йордан Арсов – изпълнителен секретар
- Томе Дракулевски – изпълнителен секретар
- Петър Караянов – изпълнителен секретар
- Яков Лазароски – изпълнителен секретар
- Феми Муча – изпълнителен секретар
- Милан Панчевски – изпълнителен секретар
- Благое Силяновски – изпълнителен секретар

### След VIII конгрес на СКМ (1982)
- Кръсте Марковски – председател[3]
- Милан Панчевски – секретар
- Светлана Антоновска – член на Президиума
- Иван Аврамовски – член на Президиума
- Кочо Битоляну – член на Президиума
- Фируз Демир – член на Президиума
- Ристо Джунов – член на Президиума
- Мирослав Георгиевски – член на Президиума
- Стефан Георгиевски – член на Президиума
- Яков Лазароски – член на Президиума
- Феми Муча – член на Президиума
- Методия Петровски – член на Президиума
- Васил Тупурковски – член на Президиума
- Драган Захариевски – член на Президиума
- Азем Зулфикари – член на Президиума
- Милорад Антевски – изпълнителен секретар
- Йордан Арсов – изпълнителен секретар
- Томе Дракулевски – изпълнителен секретар
- Фуад Яшари – изпълнителен секретар
- Петър Калайджийски – изпълнителен секретар
- Тихомир Кондев – изпълнителен секретар
- Лепосава Петровска-Галевска – изпълнителен секретар
- Цветко Веляновски – изпълнителен секретар